# Charon i luren tutar
Charon i luren tutar eller Avsked till matronorna, synnerligen till mor Maja Myra i Solgränden vid Stortorget, anno 1785 eller Fredmans epistel n:o 79 är en av Fredmans epistlar, skriven av Carl Michael Bellman inför utgivandet 1791. Melodin kan möjligen vara skriven av Bellman själv.
I sången verkar dödens färjeman Charon vara på väg att slå sönder den bacchanaliska lyckan för Fredmans församling. Språket präglas av det bibliska bibelspråk som användes i de tidiga epistlarna, men också av förromantisk känsla och fascination för "sublim" skräckromantik. Fredmans fylleångest, som han här i likhet med i epistel 24, Kära Syster!, bekänner inför en krogvärdinna, har nått apokalyptiska nivåer, även om domedagsstämningen till viss del undermineras av vardagliga uttryck. Första strofen börjar med domedagsstämning, innan i den musikaliskt avvikande andra halvan bilden fokuserar på Charons färja i Styx, som även liknas vid Fredmans dödsläger.
I andra strofen övergår det hela till mer vardagliga toner: scenen skiftar till krogmiljö, där Fredman vill stärka sig inför sin förestående död. Han gör upp räkningen genom att justera sin krognota, vilket får symbolisera hans syndaregister. Att sålunda få avlösning för sina synder borde vara en allvarlig händelse, men övergår i komik genom de enkla matvarorna. Den komiska kontrasten fortsätter i nästa strof, där Fredman sätter upp sitt testamente i samma högandliga retorik och avsvär sig världsliga ting, innan han i andra halvan snabbt övergår till lovsång till krogens öl.
Fjärde strofen går återigen i det tragikomiska, när Fredman här i likhet med i epistel 23, Ack du min moder, beskriver sin sorgliga uppenbarelse, och förtvivlar över det skick han går att möta döden i. I slutstrofen återkommer domedagsstämningen, och Fredman står nu i Charons färja mitt i en dundrande storm, innan stjärnorna slocknar och dödskvalen börjar – innan Fredman i sista raden önskar krögarmor god natt och går för att möta sitt straff i underjorden.